# .web
.web er et generisk topdomæne, der ikke eksisterer i den officielle rod. IOD har gentagne gange forsøgt at få domænet godkendt som en del af den officielle rod.
Domænet har været i brug siden 1995, men er dog stadig ikke en del af den officielle rod!
| Generiske topdomæner | Spire Denne artikel om generiske topdomæner er en spire som bør udbygges. Du er velkommen til at hjælpe Wikipedia ved at udvide den. |